# Evgueni Ratchev
Evgenii Mikhailovich Ratchev (en russe : Евгений Михайлович Рачёв) est un illustrateur, peintre et sculpteur soviétique, puis russe né le 26 janvier (ou le 8 février) 1906 à Tomsk et décédé le 2 juillet 1997. Il est enterré au cimetière de Kalitnikovsky à Moscou.

## Biographie
Il a passé son enfance en Sibérie dans la famille de son grand-père. Après la Révolution de Février (1917), il se rend à Novorossiysk ; il y travaille au port, comme chargeur.
En 1928, il est diplômé de l'école technique artistique et pédagogique de Kouban, et étudie un temps à l'Institut d'art de Kiev.
Il commence à travailler dans diverses maisons d'édition comme illustrateur à partir de 1930. Son travail est remarqué et Ratchev est invité à travailler à Moscou pour le jeune éditeur de livres pour enfants Detguiz.
En 1958-1959, il expose une importante série de dessins à l'exposition Sovietskach Russie organisée par l'éditeur Krylov.
Dans les années 1960 et pendant vingt ans, il travaille pour l'éditeur Detsky Mir (littéralement « Monde de l'enfance »; rebaptisé « Malych » en 1963) et en devient l'artiste principal.
En 1961, on lui attribue la médaille d'argent de l'Académie des Beaux-Arts d’Union soviétique pour ses illustrations des fables d'Ivan Krylov.
En 1986, ses illustrations du recueil des contes populaires ukrainiens Kolossok obtiennent le prix spécial de l'Union internationale pour les livres de jeunesse.

## Œuvre
Ratchev (ou Ratchiov) s'est principalement attaché à l'illustration  des contes populaires, fables et contes de fées russes, ukrainiens, biélorusses, etc. Il a aussi collaboré à plusieurs recueils d'histoires et contes sur la nature et les animaux, de Vitali Bianchi, Mikhail Prichvine, Pavel Barto (ru), Dmitri Mamine-Sibiriak, Vsevolod Garchine, Oksana Ivanenko, etc. et à des livres de fables et histoires satiriques écrits par Ivan Krylov, Mikhaïl Saltykov-Chtchedrine, Léon Tolstoï, Rafael Pombo, Ivan Franko et Sergueï Mikhalkov.

## Ouvrages illustrés

### Éditions françaises
- La Mitaine, conte ukrainien, traduit du russe par Alice Orane, Moscou, Éditions en langues étrangères, 1953, 16 p.[2].
- A. Tolstoï, La Petite maisonnette : contes populaires russes où l'on parle des animaux (titre original Terem-teremok), traduit du russe par Alexandre Karvovski et Maryse Bénech, Moscou, Raduga, [1975] (rééd. 1984, 1991), 78 p., 26 cm. coll. Russkie narodnye skazki. Disponible à la Bibliothèque royale de Belgique sous la cote FS XXXIV/372 B.
- Boule de pain, contes populaires russes, racontés par A. Tolstoï, traduits du russe par V. Göpner, Moscou, éditions en Langues Étrangères, 1956 (?), 14 p.
- Sergueï Mikhalkov, Le Lapereau fanfaron : conte en deux actes avec prologue, Moscou, édition en langues étrangères, 1956.
- Contes populaires ukrainiens où l'on parle des animaux, traduit du russe en français par Alice Orane, Moscou, éditions en langues étrangères, 1956 (?), 78 p. Contes inclus : La mitaine, Le petit taureau de paille, Flanc de poix, Le chat pan Kotofei, Le chat et le coq, Le loup, le chien et le chat, La chèvre Déréza, Serko, Commère renardette, Le putois, Le bouc et le bélier, Soeurette renardette, Le pauvre loup, Soeurette renardette et compère le loup.

### Éditions russes
- L. Gribova, Kak vas zvat-velichat ? : belorusskie narodnye skazki [contes folkloriques biélorusses], Moscou, Malysh, 1986. Disponible à la Bibliothèque royale de Belgique, sous la cote FS XXXIV/341 B.
- M. Rylski, Ukrainskie narodnye skazki [Contes populaires ukrainiens], Moscou, Leningrad, Editions Detskaïa literatoura, 1950, 125 p., 22 cm, coll. Chkolnaïa biblioteka [Bibliothèque scolaire]. Disponible à la Bibliothèque royale de Belgique, sous la cote FS XL 281 A.